# Ärztliche Weiterbildung in Deutschland
Die ärztliche Weiterbildung beinhaltet das Erlernen spezieller ärztlicher Kenntnisse, Erfahrungen und Fähigkeiten und Fertigkeiten nach abgeschlossenem Studium der Humanmedizin und nach Erteilung der Erlaubnis zur Ausübung der ärztlichen Tätigkeit. Ziel ist der Erwerb besonderer ärztlicher Kompetenzen.
Die grundsätzlichen Anforderungen an die ärztliche Weiterbildung sind in den Heilberufsgesetzen der Bundesländer festgeschrieben. Die Konkretisierung der Weiterbildung, insbesondere Inhalte und Dauer, bestimmen die Landesärztekammern als Körperschaften des Öffentlichen Rechts in rechtlich verbindlichen Weiterbildungsordnungen, wie etwa in Nordrhein-Westfalen.
Die Weiterbildung erfolgt in strukturierter Form, um in medizinischen Fachgebieten die Qualifikation als Facharzt zu erhalten. Auf die Facharztweiterbildung aufbauend kann man sich im Schwerpunkt eines Gebietes spezialisieren. Eine Zusatzweiterbildung beinhaltet eine ergänzende Spezialisierung, die zusätzlich zu Facharzt- und Schwerpunkt-Weiterbildung erworben werden kann (Beispiel: Gebiet/Facharzt für: Kinder und Jugendmedizin PLUS Schwerpunkt: Kinder- und Jugend-Kardiologie PLUS Zusatz-Weiterbildung: Ernährungsmedizin).
Die Weiterbildung wird in hauptberuflicher Ausübung der ärztlichen Tätigkeit an zugelassenen Weiterbildungsstätten durchgeführt. Sie erfolgt unter Anleitung weiterbildungsbefugter Ärzte in praktischer Tätigkeit und theoretischer Unterweisung sowie teilweise durch die erfolgreiche Teilnahme an anerkannten theoretischen Weiterbildungskursen (Kursweiterbildung).
Der Abschluss der Weiterbildung wird auf Grund der von den Weiterbildungsbefugten erstellten Zeugnisse und einer Prüfung beurteilt. Der erfolgreiche Abschluss der Weiterbildung wird durch eine Anerkennungsurkunde bestätigt.
Die Facharzt-, Schwerpunkt- und Zusatzbezeichnungen dürfen geführt, das heißt öffentlich angekündigt werden, z. B. auf Praxisschildern (siehe Abschnitt Führen von Weiterbildungsbezeichnungen).
Klar abzugrenzen von der Weiterbildung ist die ärztliche Fortbildung, die berufsrechtlich und sozialrechtliche festgelegte Pflicht aller Ärzte zur kontinuierlichen Fortbildung, um ihr Fachwissen auf dem aktuellen Stand der Wissenschaft zu halten.

## (Muster-)Weiterbildungsordnung
In Deutschland sind für alle Angelegenheiten ärztlicher Weiterbildung die Landesärztekammern zuständig. Jede Landesärztekammer erlässt auf Grundlage des Heilberufsgesetzes eine Weiterbildungsordnung, die für Ärzte der jeweiligen Landesärztekammer rechtlich verbindlich ist.
Inhaltliche Grundlage ist die von der Bundesärztekammer erarbeitete (Muster-)Weiterbildungsordnung (MWBO), die für die Landesärztekammern nur empfehlenden Charakter hat.

## Art und Umfang der Ärztlichen Weiterbildung
Nach der (Muster-)Weiterbildung von 2018 unterscheidet die ärztliche Weiterbildung folgende Qualifikationsarten:

### Facharztweiterbildung/Facharztbezeichnung
In Deutschland besteht derzeit (Stand September 2024) die Möglichkeit, die Facharztweiterbildung in 34 unterschiedlichen Fachrichtungen zu absolvieren. Die Ärztekammer vergibt nach Prüfung der Weiterbildung bei befugten Ärzten in einem Fachgebiet den Titel eines Facharztes. Beispiele dafür sind Facharzt für Allgemeinmedizin, Facharzt für Neurologie, Facharzt für Urologie oder Facharzt für Anästhesiologie. Grundsätzlich können mehrere Facharzttitel erworben werden. In der Chirurgie und der Inneren Medizin ist dies häufiger der Fall.

### Schwerpunktweiterbildung/Schwerpunktbezeichnung
Ein Schwerpunkt gibt eine Spezialisierung innerhalb eines Fachgebietes an, Beispiel: Facharzt für Kinder- und Jugendmedizin mit der Schwerpunktweiterbildung Kinder- und Jugend-Kardiologie. „Schwerpunkt“ bedeutet nicht, dass der Facharzt seine Zeit hauptsächlich mit dieser Tätigkeit verbringt. Er kann auch in Nebentätigkeit im „Schwerpunkt“ tätig sein, wie es häufig beim Facharzt für Psychiatrie und Psychotherapie mit der Schwerpunktbezeichnung Forensische Psychiatrie der Fall ist.

### Zusatzweiterbildung/Zusatzbezeichnung
Zusatzbezeichnungen können in allen medizinischen Fachbereichen durch das Absolvieren von Zusatz-Weiterbildungen erworben werden. Bei den meisten Zusatzbezeichnungen wird eine abgeschlossene Facharztausbildung vorausgesetzt. In der Notfallmedizin, Akupunktur, Diabetologie ist keine Facharztausbildung zwingend gefordert. Die Zusatzbezeichnung ersetzt die vormalige Fachkunde und weitere ältere Weiterbildungsbezeichnungen. Die Zusatzbezeichnungen sind eine weitergehende Spezialisierung und in einigen Fachbereichen besonders wichtig und umfangreich. Dazu gehören die Spezielle Viszeralchirurgie, Handchirurgie, Spezielle Unfallchirurgie, Spezielle Schmerztherapie, Anästhesiologische und Internistische Intensivmedizin, Diabetologie, Neuropädiatrie, Spezielle Geburtshilfe und Perinatalmedizin, Neonatologie, Neuroradiologie oder Palliativmedizin.

## Dauer der Weiterbildung
In der Anatomie, Biochemie und Physiologie beträgt die Weiterbildungsdauer 48 Monate. In den meisten Fachbereichen dauert die Facharztausbildung 60 Monate. Dazu zählen Fachbereiche wie Anästhesiologie, Kinder- und Jugendmedizin, Frauenheilkunde und Geburtshilfe, Neurologie, Augenheilkunde, Psychiatrie und Psychotherapie, Radiologie oder Urologie. In den chirurgischen Fächern, wie beispielsweise Orthopädie und Unfallchirurgie oder Viszeralchirurgie, dauert die Facharztausbildung 72 Monate. Auch in den Subdisziplinen der Inneren Medizin wie der Kardiologie, Pneumologie oder der Hämatologie und Onkologie dauert die Facharztausbildung 72 Monate.
Assistenzärzte können bei der zuständigen Landesärztekammer einen Antrag auf Weiterbildung in Teilzeit stellen. Je nach Bezirk oder Bundesland wird jedoch eine unterschiedliche Mindestanzahl von Wochenstunden verlangt. In jedem Fall verlängert sich die Weiterbildungszeit, wenn man diese in Teilzeit absolviert, in relativer Hinsicht. So würde die Facharztausbildung für Anästhesie mit einer durchgehend halben Stelle 120 Monate in Anspruch nehmen.

## Weiterbildungsbefugnis und Weiterbildungsstätten

### Weiterbildungsermächtigung/Weiterbildungsbefugnis
Die Weiterbildungsbefugnis ist eine von den Landesärztekammern erteilte personenbezogene Genehmigung zur Facharztausbildung. Ermächtigt sind diese Personen aber nur in Verbindung mit einer festgelegten organisatorischen Einheit (z. B. einer Klinik oder Abteilung), einem spezifizierten Leistungsangebot und entsprechender apparativer Ausstattung. Verlässt eine weiterbildungsbefugte Person die Institution, erlischt die Weiterbildungsbefugnis und muss bei Neubesetzung auch neu beantragt werden. Die Weiterbildungsermächtigungen müssen bei den zuständigen Landesärztekammern formal beantragt werden.
Bei einer gemeinsamen Befugnis oder Ermächtigung wird die Befugnis mehreren Personen erteilt. Die Befugten sind daher „gemeinsam“ für die Facharztausbildung zuständig. Die gemeinsame Befugnis ist in der Basisweiterbildung der Inneren Medizin und Chirurgie häufig.
Eine Weiterbildungsbefugnis ist in Deutschland immer personen- und ortsgebunden. Sie ist z. B. nach einem Umzug des zur Weiterbildung Befugten nicht mehr gültig.
Die Begriffe Weiterbildungsermächtigung und Weiterbildungsbefugnis werden weitgehend synonym verwendet. Die Landesärztekammern bevorzugen den Begriff Weiterbildungsbefugnis. Krankenhäuser, Kliniken, Medizinische Versorgungseinrichtungen (MVZ) und Praxen sprechen eher von Weiterbildungsermächtigungen.

### Zugelassene Weiterbildungsstätten
Die ärztliche Weiterbildung in allen medizinischen Fachbereichen findet schwerpunktmäßig in Krankenhäusern, Universitätskliniken, Fachkrankenhäusern und Fachkliniken statt. In der Nephrologie, Arbeitsmedizin und Allgemeinmedizin sind auch Medizinische Versorgungszentren (MVZ), Hausarztpraxen und Dienstleistungsunternehmen stärker eingebunden. In der Allgemeinmedizin findet die Weiterbildung zum Hausarzt zunehmend im Verbund von mehreren Einrichtungen und Praxen statt. Ziel ist eine Verbesserung der hausärztlichen Versorgung und die Schließung von Versorgungslücken. Eine Weiterbildungsstätte muss von der zuständigen Landesärztekammer offiziell zugelassen werden.

### Weiterbildungssuche bei den Landesärztekammern
Die Landesärztekammern haben zur effektiveren Weiterbildungssuche in ihren Zuständigkeitsbereichen filterbare Datenbanken eingerichtet. Hier können angehende Ärzte gezielt nach Weiterbildungsbefugten suchen. Allerdings ist die Suche nur im jeweiligen Zuständigkeitsbereich der Landesärztekammer möglich. Wer sich bundesweit orientiert, muss daher die Websites aller Landesärztekammern aufsuchen. Die Befugnisse sind nicht deutschlandweit in einem einheitlichen Register zusammengefasst.
Siehe: Informationen der Landesärztekammern zu Weiterbildung (WB-Info) und Weiterbildungs-Befugnissen (WB-BF)

## Kursweiterbildung
Sofern die Weiterbildungsordnung die Ableistung von Lehrveranstaltungen (sogenannten Weiterbildungs-Kursen) vorschreibt, ist eine vorherige Anerkennung des jeweiligen Kurses und dessen Leiters durch die für den Ort der Veranstaltung zuständige Ärztekammer erforderlich. Der Leiter muss fachlich und persönlich geeignet sein. Diese Kurse müssen den von der Ärztekammer vorgeschriebenen Anforderungen entsprechen. Für eine Kursanerkennung sind die bundeseinheitlichen Empfehlungen zu beachten, die in Form der Kursbücher der Bundesärztekammer existieren.

## Dokumentation der Weiterbildung (eLogbuch)
Ärzte in Weiterbildung müssen den Verlauf ihrer Weiterbildung in einem elektronischen Logbuch dokumentieren. Neben den Weiterbildungsinhalten sind die einzelnen Weiterbildungsabschnitte mit dem entsprechenden Zeitraum, dem Tätigkeitsumfang, dem/den jeweiligen Weiterbildungsbefugten und die Weiterbildungsstätte im eLogbuch einzutragen.

## Arbeitgeberwechsel während der Facharztausbildung
Es ist durchaus üblich, dass Ärzte in Weiterbildung während der Facharztausbildung den Arbeitgeber wechseln. Dies aus zwei Gründen: Einmal verfügen die Weiterbildungsbefugten nicht über die vollständige Befugnis und dürfen deshalb formal nicht die komplette Facharztausbildung anbieten. Zum anderen ist es fachlich aus Sicht der Weiterbildungsassistenten durchaus sinnvoll, den Arbeitgeber zu wechseln, um weitere Erfahrungen zu sammeln und andere Leistungsschwerpunkte kennenzulernen.

## Führen von Weiterbildungsbezeichnungen
Facharzt-, Schwerpunkt- und Zusatzbezeichnungen dürfen nach Maßgabe der Weiterbildungsordnung unter Beachtung der Regeln der ärztlichen Berufsordnung geführt werden. Dabei dürfen Schwerpunktbezeichnungen nur zusammen mit der zugehörigen Facharztbezeichnung geführt werden.
Zusatzbezeichnungen dürfen nur zusammen mit der Bezeichnung „Arzt“, „Praktischer Arzt“ oder einer Facharztbezeichnung geführt werden. Zusatzbezeichnungen, die bestimmten Gebieten zugeordnet sind, dürfen nur zusammen mit den zugeordneten Facharztbezeichnungen geführt werden.

## Gebiete der unmittelbaren Patientenversorgung
Als Gebiete der unmittelbaren Patientenversorgung gelten: Allgemeinmedizin, Anästhesiologie, Arbeitsmedizin, Augenheilkunde, Chirurgie, Frauenheilkunde und Geburtshilfe, Hals-Nasen-Ohrenheilkunde, Haut- und Geschlechtskrankheiten, Humangenetik, Innere Medizin, Kinder- und Jugendmedizin, Kinder- und Jugendpsychiatrie und -psychotherapie, Mund-Kiefer-Gesichtschirurgie, Neurochirurgie, Neurologie, Nuklearmedizin, Öffentliches Gesundheitswesen, Phoniatrie und Pädaudiologie, Physikalische und Rehabilitative Medizin, Psychiatrie und Psychotherapie, Psychosomatische Medizin und Psychotherapie, Radiologie, Strahlentherapie, Transfusionsmedizin und Urologie.
Fachärzte mit Facharztbezeichnungen aus den Gebieten der unmittelbaren Patientenversorgung können – zusätzlich zu ihren fachspezifischen Zusatzweiterbildungen – folgende Zusatzweiterbildungen absolvieren: Akupunktur, Balneologie und Medizinische Klimatologie, Betriebsmedizin, Ernährungsmedizin, Flugmedizin, Hämostaseologie, Infektiologie, Klinische Akut- und Notfallmedizin, Krankenhaushygiene,  Manuelle Medizin, Palliativmedizin, Physikalische Therapie, Psychoanalyse, Psychotherapie, Rehabilitationswesen, Sexualmedizin, Sportmedizin, Tropenmedizin.
Darüber hinaus stehen ihnen Zusatzweiterbildungen offen, die von allen Fachärzten ohne Einschränkungen erworben werden können (Immunologie, Magnetresonanztomographie, Naturheilverfahren, Phlebologie, Sozialmedizin, Spezielle Schmerztherapie, Suchtmedizinische Grundversorgung) sowie solche, die ohne abgeschlossene Facharztweiterbildung absolviert werden können: Ärztliches Qualitätsmanagement, Medizinische Informatik und Notfallmedizin.

### Informationen der Ärztekammern zu Weiterbildung (WB-Info) und Weiterbildungs-Befugnissen (WB-BF)
| Ärztekammer                                 | WB-Infos ** | WB-BF * |
| ------------------------------------------- | ----------- | ------- |
| Bundesärztekammer                           | WB-Info     | -       |
| Landesärztekammer Baden-Württemberg         | WB-Info     | WB-BF   |
| Bayerische Landesärztekammer                | WB-Info     | WB-BF   |
| Ärztekammer Berlin                          | WB-Info     | WB-BF   |
| Landesärztekammer Brandenburg               | WB-Info     | WB-BF   |
| Ärztekammer Bremen                          | WB-Info     | WB-BF   |
| Ärztekammer Hamburg                         | WB-Info     | WB-BF   |
| Landesärztekammer Hessen                    | WB-Info     | WB-BF   |
| Ärztekammer Mecklenburg-Vorpommern          | WB-Info     | WB-BF   |
| Ärztekammer Niedersachsen                   | WB-Info     | WB-BF   |
| Ärztekammer Nordrhein                       | WB-Info     | WB-BF   |
| Landesärztekammer Rheinland-Pfalz           | WB-Info     | WB-BF   |
| Ärztekammer des Saarlandes                  | WB-Info     | WB-BF   |
| Sächsische Landesärztekammer                | WB-Info     | WB-BF   |
| Ärztekammer Sachsen-Anhalt                  | WB-Info     | WB-BF   |
| Ärztekammer Schleswig-Holstein              | WB-Info     | WB-BF   |
| Landesärztekammer Thüringen                 | WB-Info     | WB-BF   |
| Ärztekammer Westfalen-Lippe                 | WB-Info     | WB-BF   |
| * Abruf: 11. April 2024 ** 5. November 2024 |             |         |